# Oleksandr Sevidov
Ne doit pas être confondu avec Aleksandr Sevidov.
Oleksandr Volodymyrovytch Sevidov (en ukrainien : Олександр Володимирович Севідов) est un footballeur et entraîneur de football ukrainien né le 18 juillet 1969 à Donetsk.

## Biographie

### Carrière de joueur
Né et formé dans la ville de Donetsk, Oleksandr Sevidov intègre au cours de sa jeunesse le grand club local du Chakhtior et y fait ses débuts professionnels à l'âge de 18 ans contre le Metallist Kharkov le 6 septembre 1987, dans le cadre de la Coupe de la fédération soviétique. Cette rencontre est cependant la seule qu'il dispute avec l'équipe première, étant cantonné à l'équipe réserve jusqu'à son départ pour le CSKA Moscou en 1988, où il joue là aussi pour la deuxième équipe du club au sein de la troisième division.
Après un bref passage en amateurs avec le SKA Kiev en 1989, Sevidov rejoint l'année suivante le Zaria Lougansk avec qui il passe deux années en troisième division, inscrivant notamment dix-neuf buts dans la zone Ouest lors de la saison 1991. Après la fin de l'Union soviétique et l'organisation des championnats ukrainiens, il passe deux saisons au sein de la première division ukrainienne avant de s'en aller à l'issue de l'exercice 1992-1993.
Sevidov quitte alors pour un temps l'Ukraine pour évoluer au Torpedo Moscou, avec qui il dispute trois matchs en 1993 avant de rentrer au pays. Démarrant l'année 1994 sous les couleurs du Metalurh Zaporijia, il rejoint par la suite l'équipe du Dynamo Louhansk en troisième division où il termine l'année. Il effectue ensuite son retour en Russie sous les couleurs de l'UralAZ Miass (en) pour la saison 1995, marquant à cette occasion 14 buts dans la zone Centre du troisième échelon. Il retourne par la suite à nouveau en Ukraine où il termine la saison 1995-1996 avec le Kryvbass Kryvy Rih.
Rejoignant en 1996 le Metalurh Donetsk, Sevidov se démarque notamment au cours de l'exercice 1996-1997 au cours duquel il inscrit 20 buts en championnat tandis que le club remporte la compétition et accède à la première division seulement un an après sa fondation. Il est par la suite utilisé de manière variable lors des saisons qui suivent avant de mettre un terme définitif à sa carrière en fin d'année 2000, à l'âge de 31 ans.

### Carrière d'entraîneur
Peu après sa retraite de joueur, Sevidov se reconvertit rapidement comme entraîneur et intègre dès 2001 l'encadrement technique du Metalurh Donetsk. Occupant dans un premier temps un rôle d'adjoint pour la deuxième équipe du club, il en devient par la suite entraîneur principal avant d'être appelé à la tête de l'équipe première au mois de janvier 2003. Occupant ce poste jusqu'au mois de juillet, il amène ainsi l'équipe à la troisième place du championnat à l'issue de la saison 2002-2003.
Il occupe ensuite le poste d'entraîneur du Stal Dniprodzerjynsk entre 2004 et juin 2005, amenant notamment l'équipe à la première place du groupe B du troisième échelon puis à la neuvième place de la deuxième division. Sevidov retrouve par la suite le banc du Metalurh Donetsk lors de l'exercice 2005-2006, mais quitte ne termine finalement pas la saison en quittant ses fonctions au mois de mars 2006 alors que le club se classe en quatrième position. Il prend par la suite la tête de l'Helios Kharkiv pour la saison 2006-2007, amenant le club à la septième place de la deuxième division.
Sevidov quitte l'Ukraine à l'été 2007 pour prendre la tête de l'équipe moldave du Zimbru Chișinău, qu'il amène à la cinquième place du championnat avant de s'en aller à l'issue de l'exercice 2007-2008. Rentrant par la suite au pays, il entraîne alors le Krymteplytsia Molodijne (en) en deuxième division entre octobre 2009 et mars 2011, avant de rejoindre le Zakarpattia Oujhorod au mois d'avril 2011. Sous ses ordres, l'équipe remporte le championnat de deuxième division à l'issue de la saison 2011-2012 et accède ainsi à l'élite. Après avoir amené le club à la quinzième position lors de l'exercice suivant, Sevidov quitte ses fonctions.
Recruté ensuite par le Karpaty Lviv pour la saison 2013-2014, il termine onzième avant de s'en aller. Après une pause d'un an, il prend la tête du Metalist Kharkiv dans le cadre de l'exercice 2015-2016 mais ne termine pas la saison en quittant ses fonctions au mois d'avril 2016, notamment pour des raisons de santé. Il reprend malgré cela du service dès le mois de juin suivant en devenant entraîneur de l'Illitchivets Marioupol, avec qui il remporte la deuxième division à l'issue de la saison 2016-2017. Il quitte cependant ses fonctions au mois de septembre 2017 du fait de désaccord avec sa direction. Il occupe ensuite un rôle de consultant au sein du FK Soumy.
Sevidov connaît en 2019 une deuxième expérience d'entraîneur à l'étranger en prenant la tête de l'équipe bulgare du Vereya Stara Zagora au mois de janvier. Son passage ne dure cependant que deux mois et demi, étant renvoyé dès la fin mars après sept journées, pour un bilan de six défaites et un match nul combiné à un changement de direction au sein du club.
Suspecté à partir de 2018 dans une affaire de matchs truqués durant son passage au FK Soumy, Sevidov est finalement condamné au mois d'avril 2020 par le comité de discipline de la fédération ukrainienne de football et se voit interdit d'exercer dans le milieu du football pour les cinq prochaines années. Après un appel du comité d'éthique et du fair-play de la fédération ainsi que de l'entraîneur lui-même, il est finalement suspendu à vie le 20 mai 2021.

## Statistiques de joueur
| Saison                | Club                  | Championnat           | Championnat | Championnat | Coupe(s) nationale(s) | Coupe(s) nationale(s) | Total | Total |
| Saison                | Club                  | Division              | M.          | B.          | M.                    | B.                    | M.    | B.    |
| 1987                  | Chakhtior Donetsk     | D1                    | -           | -           | 1                     | 0                     | 1     | 0     |
| 1988                  | CSKA-2 Moscou         | D3                    | 29          | 3           | -                     | -                     | 29    | 3     |
| Sous-total            | Sous-total            | Sous-total            | 29          | 3           | 1                     | 0                     | 30    | 3     |
| 1990                  | Zaria Lougansk        | D3                    | 40          | 3           | 1                     | 0                     | 41    | 3     |
| 1991                  | Zaria Lougansk        | D3                    | 36          | 19          | -                     | -                     | 36    | 19    |
| 1992                  | Zorya-MALS Louhansk   | D1                    | 16          | 4           | 2                     | 2                     | 18    | 6     |
| 1992-1993             | Zorya-MALS Louhansk   | D1                    | 29          | 7           | 4                     | 3                     | 33    | 10    |
| Sous-total            | Sous-total            | Sous-total            | 121         | 34          | 7                     | 5                     | 128   | 39    |
| 1993                  | Torpedo Moscou        | D1                    | 3           | 0           | -                     | -                     | 3     | 0     |
| 1993-1994             | Metalurh Zaporijia    | D1                    | 17          | 3           | -                     | -                     | 17    | 3     |
| 1994-1995             | Metalurh Zaporijia    | D1                    | 7           | 1           | -                     | -                     | 7     | 1     |
| 1994-1995             | Dynamo Louhansk       | D3                    | 13          | 8           | -                     | -                     | 13    | 8     |
| 1995                  | UralAZ Miass          | D3                    | 31          | 14          | 2                     | 0                     | 33    | 14    |
| 1995-1996             | Kryvbass Kryvy Rih    | D1                    | 14          | 3           | 1                     | 0                     | 15    | 3     |
| Sous-total            | Sous-total            | Sous-total            | 85          | 29          | 3                     | 0                     | 88    | 29    |
| 1995-1996             | Metalurh Donetsk      | D3                    | 1           | 1           | -                     | -                     | 1     | 1     |
| 1996-1997             | Metalurh Donetsk      | D2                    | 38          | 20          | 2                     | 2                     | 40    | 22    |
| 1997-1998             | Metalurh Donetsk      | D1                    | 14          | 2           | 5                     | 1                     | 19    | 3     |
| 1998-1999             | Metalurh Donetsk      | D1                    | 26          | 3           | 2                     | 0                     | 28    | 3     |
| 1999-2000             | Metalurh Donetsk      | D1                    | 12          | 8           | -                     | -                     | 12    | 8     |
| 2000-2001             | Metalurh Donetsk      | D1                    | 1           | 0           | -                     | -                     | 1     | 0     |
| Sous-total            | Sous-total            | Sous-total            | 92          | 34          | 9                     | 3                     | 101   | 37    |
| Total sur la carrière | Total sur la carrière | Total sur la carrière | 327         | 100         | 20                    | 8                     | 347   | 108   |